# Lipaleyrodes atriplex
Lipaleyrodes atriplex es un hemíptero de la familia Aleyrodidae, con una subfamilia: Aleyrodinae.
Fue descrita científicamente por primera vez por Froggatt en 1911.